# 北畠家
北畠家（日语：／ Kitabatake Ke），又稱北畠氏（日语：／ Kitabatake Shi），是日本姓氏（苗字）。北畠家属村上源氏中院家的庶流，原为公家，后成为战国大名。北畠家在日本南北朝时代曾是南朝的忠臣，受后醍醐天皇的信任。南朝战败后，归降于支持北朝的室町幕府，获封伊势国司，维持对伊势国南部的统治。北畠氏的本据是位于伊势国一志郡的多气城（雾山城）。1576年，雾山城被织田信长攻克，北畠氏自此灭亡。明治时代，久我家的久我通城因与北畠氏同属村上源氏而改姓为北畠氏，使北畠氏再兴。

## 历代当主
1. 北畠雅家（1215年 - 1274年）
2. 北畠師親（1244年 - 1315年）
3. 北畠師重（1270年 - 1322年）
4. 北畠親房（1293年 - 1354年）
5. 北畠顕能（1326年？ - 1383年？）
6. 北畠顕泰（1361年？ - 1414年）
7. 北畠満雅（1382年？ - 1429年）
8. 北畠教具（1423年 - 1471年）
9. 北畠政郷（1449年 - 1508年）
10. 北畠材親（1468年 - 1518年）
11. 北畠晴具（1503年 - 1563年）
12. 北畠具教（1528年 - 1576年）
13. 北畠具房（1547年 - 1580年）
14. 北畠具豊（1558年 - 1630年）

### 北畠男爵家
1871年（明治4年），久我通城改姓北畠。
1. 北畠通城（1849年 - 1888年）
2. 北畠克通（1875年 - 1943年）
3. 北畠義郎（1897年 - 1961年）